# Ditlev Blunck
Pour les articles homonymes, voir Blunck.
Ditlev Conrad Blunck (22 juin 1798 — 7 janvier 1853) est un peintre danois associé à l’Âge d'or danois.

## Biographie
Il nait à Holstein en 1798. En 1814 il entre à l'Académie royale des beaux-arts du Danemark  à Copenhague et a comme professeur C.A. Lorentzen (1746–1828). En même temps il suit les cours de C.W. Eckersberg avec Wilhelm Bendz (1804–1832), Ernst Meyer et Albert Küchler. En 1818 Blunck part à Munich, probablement déçu de l’enseignement qu'il recevait, et entre à l'Académie. Il y reste jusqu'en 1820 puis rentre à Copenhague.
De retour au Danemark, Blunck suit les cours du nouveau professeur, le peintre historique J.L. Lund (1777–1867), qui allait grandement influencer sa peinture. Ainsi c'est principalement la peinture historique qui compose les premières œuvres de Blunck. Plus tard, à travers la scène de genre, il devient un représentant du réalisme quotidien qui fait aussi son apparition dans l'art danois du milieu des années 1820.

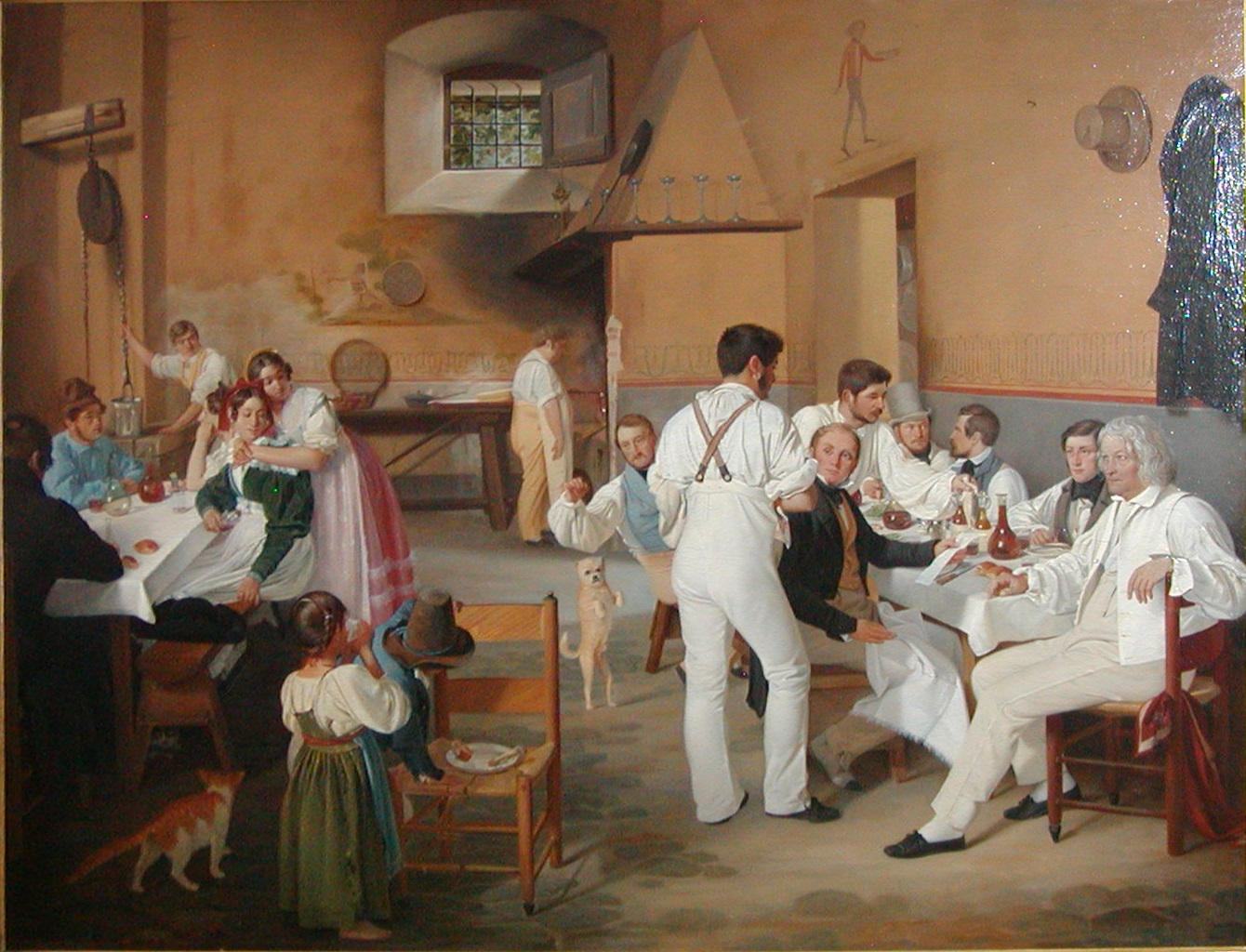
Ditlev Conrad Blunck : Artistes danois dans une osteria romaine, 1837

L'influence de J.L. Lund devient particulièrement visible lors de son séjour en Allemagne au début de l’année 1828. À Berlin, Munich et Dresde il fait connaissance des amis-artistes de J.L. Lund, dont le célèbre peintre romantique Caspar David Friedrich (1774–1840). Il est cependant plus influencé par les œuvres de Johann Friedrich Overbeck (1789–1869). Il commence à se consacrer aux thèmes religieux et développe comme quelques autres peintres danois un style fortement influencé par le mouvement nazaréen.
Les séjours de Blunck à l'étranger l'amènent aussi à Rome. Il y rejoint le groupe de Bertel Thorvaldsen (1770–1844) et y peint certaines de ses œuvres majeures dont Artistes danois à l’auberge La Gensola.